# Victor Peter
Victor John „V.J.” Peter (ur. 19 czerwca 1937 w Ćennaju, zm. 30 czerwca 1998 tamże) – indyjski hokeista na trawie, złoty, srebrny i brązowy medalista olimpijski.

## Życiorys
Brał udział w trzech igrzyskach olimpijskich (IO 60, IO 64, IO 68), za każdym razem zdobywając medale. Podczas tych pierwszych, Peter zagrał w sześciu meczach zdobywając trzy bramki (dwie w wygranym meczu przeciwko Danii i jedną w wygranej konfrontacji przeciwko Nowej Zelandii); w finale, reprezentacja Indii odniosła jednak porażkę z reprezentantami Pakistanu. Na następnych igrzyskach, Peter reprezentował swój kraj w sześciu spotkaniach, zdobywając jednego gola (strzelił go w wygranym meczu przeciwko Holandii); w całym turnieju, jego ekipa okazała się najlepsza. Natomiast na igrzyskach w Meksyku, Peter wystąpił w ośmiu spotkaniach, nie strzelając jednak żadnego gola; jego drużyna zajęła trzecie miejsce.
Laureat nagrody Arjuna Award (1966).
W 1966 roku zdobył złoty medal igrzysk azjatyckich.